# クロス吉祥寺
クロス吉祥寺（クロスきちじょうじ・CROSS KICHIJOJI）は、武蔵野市吉祥寺本町にあった複合商業施設。

## 概要
2005年末まで入居していたパチスロ店を経営する五輪（横浜市）と、横浜市戸塚区のメイド居酒屋ファンシーキャット戸塚店が共同出資で設立した子会社FLAP（横浜市）が2006年6月にオープンしたビル。2008年2月末日に閉店。
3階建てのビルは1Fにファンシーキャット吉祥寺店、2FにイベントスペースのSpace Fan、3FにCAFE&BARのPrinceが入居。ビル閉鎖後も居酒屋ファンシーキャット吉祥寺店はすぐ近くの別ビルへ移転し営業を継続。旧クロスビルには不動産会社「福屋不動産販売」が入居している。

## 歴史
- 2006年6月23日にクロス吉祥寺としてオープン。
- 2006年10月、メイド3人組ユニット（後の破壊系）結成[2]。
- 2007年5月3日、スタッフ総出演ライブ「ファンシーズコレクション」開催。
- 2007年6月24日、吉祥寺店1周年記念パーティー。
- 2007年6月30日、破壊系が2Fで初単独ライブ。
- 2007年10月28日、破壊系結成1周年記念ライブ開催。
- 2007年11月3日、「クロス学園祭」開催。
- 2007年12月31日、Princeが閉店。
- 2008年2月24日のメイ★ミクライブが2F最後のイベント。
- 2008年3月7日、ファンシーキャット吉祥寺店が移転し新たなスタートを切る。

## 施設概要
1Fファンシーキャットはメイド居酒屋として深夜営業のほか、メイド喫茶としても営業も行っていた。2Fでは「ゆかいな吉祥寺」、「飴系でGo！」などのイベントが行われ、吉祥寺店から生まれたユニット、破壊系などもレギュラー出演していた。3Fは男装レイヤーが接客する王子喫茶として「王様のブランチ」などのメディアにも取り上げられた。